# Hazel Dell (Washington)
Hazel Dell es un lugar designado por el censo ubicado en el condado de Clark en el estado estadounidense de Washington. En el año 2010 tenía una población de 19.435 habitantes.

## Geografía
Hazel Dell se encuentra ubicado en las coordenadas 45°40′53″N 122°39′5″O / 45.68139, -122.65139.